# Trichaphodius seguyi
Trichaphodius seguyi är en skalbaggsart som beskrevs av Renaud Maurice Adrien Paulian 1945. Trichaphodius seguyi ingår i släktet Trichaphodius och familjen Aphodiidae. Inga underarter finns listade i Catalogue of Life.